# Salmo 145
Il salmo 145 (144 secondo la numerazione greca) costituisce il centoquarantaquattresimo capitolo del Libro dei salmi.
È tradizionalmente attribuito al re Davide. È utilizzato dalla Chiesa cattolica nella liturgia delle ore.